# Championnat d'Afrique des nations féminin de handball 2022
Navigation
Cameroun 2021 RD Congo 2024
La 25e édition du Championnat d'Afrique des nations féminin de handball, aussi appelée CAN, se déroule du  9 au 19 novembre 2022 à Dakar au Sénégal. Organisée par la Confédération africaine de handball (CAHB), elle met aux prises les meilleures équipes nationales africaines féminines de handball.
Grandes favorites, les Angolaises ont largement dominé le Cameroun en finale (29-19) et remportent ainsi leur quinzième titre depuis 1989, le douzième sur les treize dernières éditions. Déception en revanche pour le Sénégal : après avoir frôlé l'exploit en demi-finales contre l'Angola (21-24 après prolongation), le pays hôte s'est incliné d'un souffle contre le Congo lors du match pour la troisième place (19-20) et termine au pied du podium. Les deux équipes ont cependant décroché leur billet pour le championnat du monde 2023 en compagnie des deux finalistes,.

## Modalités

### Lieu de la compétition
Le Sénégal a été désignée pays hôte par la Confédération africaine de handball en octobre 2018.

### Équipes qualifiées
Les 13 équipes qualifiées sont :
- Algérie
- Angola
- Cameroun
- Cap-Vert
- Congo
- Côte d'Ivoire
- Égypte
- Guinée
- Madagascar
- Maroc
- RD Congo
- Sénégal
- Tunisie

### Format de la compétition
Les treize équipes sont réparties en trois groupes de quatre ou cinq équipes. Les deux meilleures équipes de chaque groupe ainsi que les deux meilleurs troisièmes de l'ensemble des groupes sont qualifiées pour les quarts de finale. Les autres équipes jouent des matchs de classement.

### Enjeux
Le tournoi sert également de qualification pour le championnat du monde 2023 puisque les quatre premières équipes s'y qualifient.

### Tirage au sort
Le tirage au sort de la compétition a eu lieu le 28 septembre 2022 à Dakar.
- Groupe A : Angola, RD Congo, Cap-Vert, Algérie.
- Groupe B : Tunisie, Congo, Guinée Conakry, Maroc, Égypte
- Groupe C : Cameroun, Sénégal, Madagascar, Côte d'Ivoire

## Phase de groupes
- Qualifié pour les quarts de finale.
- Détermination des deux meilleurs troisièmes.
- Reversé dans les matchs de classement pour la 9e place.

### Groupe A
|   | Équipe   | Pts | J | G | N | P | Bp  | Bc  | Diff |
| - | -------- | --- | - | - | - | - | --- | --- | ---- |
| 1 | Angola   | 6   | 3 | 3 | 0 | 0 | 102 | 54  | 48   |
| 2 | RD Congo | 4   | 3 | 2 | 0 | 1 | 81  | 77  | 4    |
| 3 | Algérie  | 2   | 3 | 1 | 0 | 2 | 76  | 91  | -15  |
| 4 | Cap-Vert | 0   | 3 | 0 | 0 | 3 | 64  | 101 | -37  |

| 10 novembre 2022 16h00 | RD Congo         | 27–19   | Cap-Vert        | Palais des sports de Diamniadio, Dakar Arbitrage : S. Haggui, R. Haggui |
| 10 novembre 2022 16h00 | Melissa Mwamba 7 | (13–8)  | Maria Correia 4 | Palais des sports de Diamniadio, Dakar Arbitrage : S. Haggui, R. Haggui |
| 10 novembre 2022 16h00 | ×1 ×5            | Rapport | ×2              | Palais des sports de Diamniadio, Dakar Arbitrage : S. Haggui, R. Haggui |

| 10 novembre 2022 18h00 | Angola          | 29–17   | Algérie          | Palais des sports de Diamniadio, Dakar Arbitrage : H. El-Saied Y. El-Saied |
| 10 novembre 2022 18h00 | Magda Cazanga 6 | (13–15) | Wayffa Djabour 5 | Palais des sports de Diamniadio, Dakar Arbitrage : H. El-Saied Y. El-Saied |
| 10 novembre 2022 18h00 | ×1 ×4           | Rapport | ×1 ×4            | Palais des sports de Diamniadio, Dakar Arbitrage : H. El-Saied Y. El-Saied |

| 13 novembre 2022 14h00 | Algérie            | 23–32   | RD Congo      | Palais des sports de Diamniadio, Dakar Arbitrage : Faye, Diop |
| 13 novembre 2022 14h00 | Bouguerch, Smail 3 | (10–16) | Luanbo Pina 8 | Palais des sports de Diamniadio, Dakar Arbitrage : Faye, Diop |
| 13 novembre 2022 14h00 | ×2                 | Rapport | ×1 ×2         | Palais des sports de Diamniadio, Dakar Arbitrage : Faye, Diop |

| 13 novembre 2022 16h00 | Cap-Vert         | 15–38   | Angola              | Palais des sports de Diamniadio, Dakar Arbitrage : Belkhiri, Hamidi |
| 13 novembre 2022 16h00 | Miriam Almeida 3 | (9–18)  | Natália Bernardo 12 | Palais des sports de Diamniadio, Dakar Arbitrage : Belkhiri, Hamidi |
| 13 novembre 2022 16h00 | ×7               | Rapport | ×5                  | Palais des sports de Diamniadio, Dakar Arbitrage : Belkhiri, Hamidi |

| 14 novembre 2022 14h00 | Cap-Vert       | 30–36   | Algérie          | Palais des sports de Diamniadio, Dakar Arbitrage : H. El-Saied, Y. El-Saied |
| 14 novembre 2022 14h00 | Marta Coelho 9 | (11–19) | Sabrina Zazaï 14 | Palais des sports de Diamniadio, Dakar Arbitrage : H. El-Saied, Y. El-Saied |
| 14 novembre 2022 14h00 | ×2 ×3          | Rapport | ×1 ×4            | Palais des sports de Diamniadio, Dakar Arbitrage : H. El-Saied, Y. El-Saied |

| 14 novembre 2022 18h00 | Angola          | 35–22   | RD Congo         | Palais des sports de Diamniadio, Dakar Arbitrage : Odou, Namadija |
| 14 novembre 2022 18h00 | Magda Cazanga 7 | (17–14) | Melissa Mwamba 8 | Palais des sports de Diamniadio, Dakar Arbitrage : Odou, Namadija |
| 14 novembre 2022 18h00 | ×1 ×5           | Rapport | ×3               | Palais des sports de Diamniadio, Dakar Arbitrage : Odou, Namadija |

### Groupe B
|   | Équipe  | Pts | J | G | N | P | Bp  | Bc  | Diff |
| - | ------- | --- | - | - | - | - | --- | --- | ---- |
| 1 | Congo   | 8   | 4 | 4 | 0 | 0 | 109 | 88  | 21   |
| 2 | Égypte  | 6   | 4 | 3 | 0 | 1 | 99  | 84  | 15   |
| 3 | Tunisie | 4   | 4 | 2 | 0 | 2 | 112 | 95  | 17   |
| 4 | Guinée  | 2   | 4 | 1 | 0 | 3 | 94  | 110 | -16  |
| 5 | Maroc   | 0   | 4 | 0 | 0 | 4 | 92  | 129 | -37  |

| 9 novembre 2022 10h00 | Maroc              | 25–35   | Tunisie            | Palais des sports de Diamniadio, Dakar Arbitrage : Faye, Diop |
| 9 novembre 2022 10h00 | Dounia Malandran 5 | (14–18) | Aya Ben Abdallah 7 | Palais des sports de Diamniadio, Dakar Arbitrage : Faye, Diop |
| 9 novembre 2022 10h00 | ×1 ×4              | Rapport | ×2                 | Palais des sports de Diamniadio, Dakar Arbitrage : Faye, Diop |

| 9 novembre 2022 12h00 | Congo                   | 25–21   | Guinée            | Palais des sports de Diamniadio, Dakar Arbitrage : Lowi, Stancu |
| 9 novembre 2022 12h00 | Diane Nguekwian Yimga 6 | (12–7)  | Djénéba Tandjan 6 | Palais des sports de Diamniadio, Dakar Arbitrage : Lowi, Stancu |
| 9 novembre 2022 12h00 | ×1 ×5                   | Rapport | ×1 ×2             | Palais des sports de Diamniadio, Dakar Arbitrage : Lowi, Stancu |

| 10 novembre 2022 12h00 | Égypte        | 20–21   | Congo             | Palais des sports de Diamniadio, Dakar Arbitrage : Faye, Diop |
| 10 novembre 2022 12h00 | Omar, Yahya 4 | (9–11)  | Grace Zoubabela 6 | Palais des sports de Diamniadio, Dakar Arbitrage : Faye, Diop |
| 10 novembre 2022 12h00 | ×3            | Rapport | ×1 ×2             | Palais des sports de Diamniadio, Dakar Arbitrage : Faye, Diop |

| 10 novembre 2022 14h00 | Tunisie          | 36–23   | Guinée            | Palais des sports de Diamniadio, Dakar Arbitrage : Odou, Namadija |
| 10 novembre 2022 14h00 | Sondes Hachana 8 | (16–9)  | Namizata Fofana 8 | Palais des sports de Diamniadio, Dakar Arbitrage : Odou, Namadija |
| 10 novembre 2022 14h00 | ×7 ×1            | Rapport | ×5 ×1             | Palais des sports de Diamniadio, Dakar Arbitrage : Odou, Namadija |

| 11 novembre 2022 14h00 | Guinée       | 28–20   | Maroc               | Palais des sports de Diamniadio, Dakar Arbitrage : H. El-Saied, Y. El-Saied |
| 11 novembre 2022 14h00 | Hawa Kanté 8 | (13–8)  | Imane Ben Chayhab 4 | Palais des sports de Diamniadio, Dakar Arbitrage : H. El-Saied, Y. El-Saied |
| 11 novembre 2022 14h00 | ×7           | Rapport | ×3                  | Palais des sports de Diamniadio, Dakar Arbitrage : H. El-Saied, Y. El-Saied |

| 11 novembre 2022 16h00 | Égypte                | 22–21   | Tunisie          | Palais des sports de Diamniadio, Dakar Arbitrage : Belkhiri, Hamidi |
| 11 novembre 2022 16h00 | Mariam Omar Ibrahim 5 | (11–9)  | Sondes Hachana 5 | Palais des sports de Diamniadio, Dakar Arbitrage : Belkhiri, Hamidi |
| 11 novembre 2022 16h00 | ×2                    | Rapport | ×2               | Palais des sports de Diamniadio, Dakar Arbitrage : Belkhiri, Hamidi |

| 13 novembre 2022 12h00 | Maroc          | 20–28   | Égypte                 | Palais des sports de Diamniadio, Dakar Arbitrage : Odou, Namadija |
| 13 novembre 2022 12h00 | Sophia Fehri 6 | (4–13)  | Mariam Omar Ibrahim 11 | Palais des sports de Diamniadio, Dakar Arbitrage : Odou, Namadija |
| 13 novembre 2022 12h00 | ×1 ×4          | Rapport | ×4                     | Palais des sports de Diamniadio, Dakar Arbitrage : Odou, Namadija |

| 13 novembre 2022 18h00 | Tunisie          | 20–25   | Congo                   | Palais des sports de Diamniadio, Dakar Arbitrage : Faye, Diop |
| 13 novembre 2022 18h00 | Sondes Hachana 5 | (9–14)  | Diane Nguekwian Yimga 5 | Palais des sports de Diamniadio, Dakar Arbitrage : Faye, Diop |
| 13 novembre 2022 18h00 | ×1               | Rapport | ×2 ×7                   | Palais des sports de Diamniadio, Dakar Arbitrage : Faye, Diop |

| 14 novembre 2022 12h00 | Guinée            | 22–29   | Égypte         | Palais des sports de Diamniadio, Dakar Arbitrage : Lovin, Stancu |
| 14 novembre 2022 12h00 | Djénéba Tandjan 8 | (10–12) | Omar Ibrahim 8 | Palais des sports de Diamniadio, Dakar Arbitrage : Lovin, Stancu |
| 14 novembre 2022 12h00 | ×1 ×2             | Rapport | ×1             | Palais des sports de Diamniadio, Dakar Arbitrage : Lovin, Stancu |

| 14 novembre 2022 14h00 | Congo                | 38–27   | Maroc           | Palais des sports de Diamniadio, Dakar Arbitrage : Faye, Diop |
| 14 novembre 2022 14h00 | Sharon Dorson (en) 9 | (17–15) | Trois joueurs 6 | Palais des sports de Diamniadio, Dakar Arbitrage : Faye, Diop |
| 14 novembre 2022 14h00 | ×1 ×6                | Rapport | ×1              | Palais des sports de Diamniadio, Dakar Arbitrage : Faye, Diop |

### Groupe C
|   | Équipe        | Pts | J | G | N | P | Bp | Bc  | Diff |
| - | ------------- | --- | - | - | - | - | -- | --- | ---- |
| 1 | Cameroun      | 6   | 3 | 3 | 0 | 0 | 98 | 52  | 46   |
| 2 | Sénégal       | 4   | 3 | 2 | 0 | 1 | 98 | 52  | 46   |
| 3 | Côte d'Ivoire | 2   | 3 | 1 | 0 | 2 | 71 | 73  | -2   |
| 4 | Madagascar    | 0   | 3 | 0 | 0 | 3 | 32 | 122 | -90  |

| 9 novembre 2022 14h00 | Cameroun        | 28–16   | Côte d'Ivoire   | Palais des sports de Diamniadio, Dakar Arbitrage : Belkhiri, Hamidi |
| 9 novembre 2022 14h00 | Karichma Ekoh 5 | (12–7)  | Trois joueurs 3 | Palais des sports de Diamniadio, Dakar Arbitrage : Belkhiri, Hamidi |
| 9 novembre 2022 14h00 | ×4              | Rapport | ×3              | Palais des sports de Diamniadio, Dakar Arbitrage : Belkhiri, Hamidi |

| 9 novembre 2022 18h00 | Sénégal      | 40–9    | Madagascar               | Palais des sports de Diamniadio, Dakar Arbitrage : H. El-Saied, Y. El-Saied |
| 9 novembre 2022 18h00 | Dienaba Sy 7 | (25–5)  | Marylee Ratovomahenina 3 | Palais des sports de Diamniadio, Dakar Arbitrage : H. El-Saied, Y. El-Saied |
| 9 novembre 2022 18h00 |              | Rapport | ×4                       | Palais des sports de Diamniadio, Dakar Arbitrage : H. El-Saied, Y. El-Saied |

| 11 novembre 2022 12h00 | Madagascar           | 9–42    | Cameroun         | Palais des sports de Diamniadio, Dakar Arbitrage : Lovin, Stancu |
| 11 novembre 2022 12h00 | Jenny Raoelimalala 3 | (5–23)  | Pétronie Ateba 9 | Palais des sports de Diamniadio, Dakar Arbitrage : Lovin, Stancu |
| 11 novembre 2022 12h00 | ×2                   | Rapport | ×1               | Palais des sports de Diamniadio, Dakar Arbitrage : Lovin, Stancu |

| 11 novembre 2022 18h00 | Côte d'Ivoire  | 15–31   | Sénégal          | Palais des sports de Diamniadio, Dakar Arbitrage : Lovin, Stancu |
| 11 novembre 2022 18h00 | Ange Kouakou 6 | (2–14)  | Soukeïna Sagna 5 | Palais des sports de Diamniadio, Dakar Arbitrage : Lovin, Stancu |
| 11 novembre 2022 18h00 | ×3             | Rapport | ×1 ×4            | Palais des sports de Diamniadio, Dakar Arbitrage : Lovin, Stancu |

| 14 novembre 2022 10h00 | Madagascar            | 14–40   | Côte d'Ivoire      | Palais des sports de Diamniadio, Dakar Arbitrage : S. Haggui, R. Haggui |
| 14 novembre 2022 10h00 | Nico Randrianarison 7 | (7–20)  | Namanian Traoré 13 | Palais des sports de Diamniadio, Dakar Arbitrage : S. Haggui, R. Haggui |
| 14 novembre 2022 10h00 | ×6                    | Rapport | ×2                 | Palais des sports de Diamniadio, Dakar Arbitrage : S. Haggui, R. Haggui |

| 14 novembre 2022 20h00 | Cameroun      | 28–27   | Sénégal          | Palais des sports de Diamniadio, Dakar Arbitrage : Belkhiri, Hamidi |
| 14 novembre 2022 20h00 | Marie Touba 6 | (18–16) | Soukeïna Sagna 6 | Palais des sports de Diamniadio, Dakar Arbitrage : Belkhiri, Hamidi |
| 14 novembre 2022 20h00 | ×2            | Rapport | ×2               | Palais des sports de Diamniadio, Dakar Arbitrage : Belkhiri, Hamidi |

### Détermination des deux meilleurs troisièmes
Deux des trois équipes classées troisième de leur poule sont qualifiés pour les quarts de finale :
- le premier meilleur troisième (3.1) est le troisième du groupe B (groupe à 5 équipes) :  Tunisie .
- le deuxième meilleur troisième (3.2) est le meilleur troisième des groupes A et C : les deux équipes ayant marqué 2 points, c'est à la différence de but que la  Côte d'Ivoire (-2) obtient sa qualification tandis que l' Algérie (-15) est reversée dans les match de classement pour la 9e place.

## Phase finale

### Tableau récapitulatif
|  | Quarts de finale 16 novembre 2022 | Quarts de finale 16 novembre 2022 |          |       | Demi-finales 18 novembre 2022 | Demi-finales 18 novembre 2022 |  |  | Finales 19 novembre 2022 | Finales 19 novembre 2022 |
|  | Quarts de finale 16 novembre 2022 | Quarts de finale 16 novembre 2022 |          |       | Demi-finales 18 novembre 2022 | Demi-finales 18 novembre 2022 |  |  | Finales 19 novembre 2022 | Finales 19 novembre 2022 |
|  |                                   |                                   |          |       |                               |                               |  |  |                          |                          |
|  |                                   |                                   |          |       |                               |                               |  |  |                          |                          |
|  |                                   |                                   |          |       |                               |                               |  |  |                          |                          |
|  | [3.2] Côte d'Ivoire               | 21                                |          |       |                               |                               |  |  |                          |                          |
|  | [3.2] Côte d'Ivoire               | 21                                |          |       |                               |                               |  |  |                          |                          |
|  | [B1] Congo                        | 35                                |          |       |                               |                               |  |  |                          |                          |
|  | [B1] Congo                        | 35                                | Congo    | 25    |                               |                               |  |  |                          |                          |
|  |                                   |                                   | Congo    | 25    |                               |                               |  |  |                          |                          |
|  |                                   | Cameroun                          | 27       |       |                               |                               |  |  |                          |                          |
|  | [C1] Cameroun                     | Cameroun                          | 27       | 23    |                               |                               |  |  |                          |                          |
|  | [C1] Cameroun                     |                                   |          | 23    |                               |                               |  |  |                          |                          |
|  | [A2] RD Congo                     | 22                                |          |       |                               |                               |  |  |                          |                          |
|  | [A2] RD Congo                     | 22                                | Cameroun | 19    |                               |                               |  |  |                          |                          |
|  |                                   |                                   | Cameroun | 19    |                               |                               |  |  |                          |                          |
|  |                                   | Angola                            | 29       |       |                               |                               |  |  |                          |                          |
|  | [A1] Angola                       | Angola                            | 29       | 29    |                               |                               |  |  |                          |                          |
|  | [A1] Angola                       |                                   |          | 29    |                               |                               |  |  |                          |                          |
|  | [3.1] Tunisie                     | 24                                |          |       |                               |                               |  |  |                          |                          |
|  | [3.1] Tunisie                     | 24                                | Angola   | 24ap  |                               |                               |  |  |                          |                          |
|  |                                   |                                   | Angola   | 24ap  | Match pour la 3e place        |                               |  |  |                          |                          |
|  |                                   | Sénégal                           | 21       |       |                               |                               |  |  |                          |                          |
|  | [B2] Égypte                       | Sénégal                           | 21       | 19    |                               |                               |  |  |                          |                          |
|  | [B2] Égypte                       |                                   |          | 19    |                               |                               |  |  |                          |                          |
|  | [C2] Sénégal                      | 21                                |          | Congo | 20                            |                               |  |  |                          |                          |
|  | [C2] Sénégal                      | 21                                |          | Congo | 20                            |                               |  |  |                          |                          |
|  |                                   |                                   |          |       |                               |                               |  |  | Sénégal                  | 19                       |
|  |                                   |                                   |          |       |                               |                               |  |  | Sénégal                  | 19                       |

### Quarts de finale
| 16 novembre 2022 12h45 | [A1] Angola  | 29 – 24 | [3.1] Tunisie  | Palais des sports de Diamniadio, Dakar Arbitrage : Belkhiri, Hamidi |
| 16 novembre 2022 12h45 | Helena Paulo | (16–12) | Sondes Hachana | Palais des sports de Diamniadio, Dakar Arbitrage : Belkhiri, Hamidi |
| 16 novembre 2022 12h45 | ×0 ×7        | Rapport | ×1 ×2          | Palais des sports de Diamniadio, Dakar Arbitrage : Belkhiri, Hamidi |

| 16 novembre 2022 15h00 | [3.2] Côte d'Ivoire | 21 – 35 | [B1] Congo       | Palais des sports de Diamniadio, Dakar Arbitrage : Odou, Namadija |
| 16 novembre 2022 15h00 | Nadège Koffi 5      | (13–16) | Jappont, Yimga 6 | Palais des sports de Diamniadio, Dakar Arbitrage : Odou, Namadija |
| 16 novembre 2022 15h00 | ×11 ×1              | Rapport | ×1 ×6            | Palais des sports de Diamniadio, Dakar Arbitrage : Odou, Namadija |

| 16 novembre 2022 17h15 | [C1] Cameroun  | 23 – 22 | [A2] RD Congo    | Palais des sports de Diamniadio, Dakar Arbitrage : H. El-Saied, Y. El-Saied |
| 16 novembre 2022 17h15 | Jossy Eyenga 5 | (15–11) | Melissa Mwamba 8 | Palais des sports de Diamniadio, Dakar Arbitrage : H. El-Saied, Y. El-Saied |
| 16 novembre 2022 17h15 | ×1 ×5          | Rapport | ×1 ×4            | Palais des sports de Diamniadio, Dakar Arbitrage : H. El-Saied, Y. El-Saied |

| 16 novembre 2022 19h30 | [B2] Égypte  | 19 – 21 | [C2] Sénégal  | Palais des sports de Diamniadio, Dakar Arbitrage : Lovin, Stancu |
| 16 novembre 2022 19h30 | Sara Yahya 4 | (7–9)   | Fanta Keita 5 | Palais des sports de Diamniadio, Dakar Arbitrage : Lovin, Stancu |
| 16 novembre 2022 19h30 | ×1 ×2        | Rapport | ×3            | Palais des sports de Diamniadio, Dakar Arbitrage : Lovin, Stancu |

### Demi-finales
| 18 novembre 2022 17h00 | Congo                   | 25–27   | Cameroun               | Palais des sports de Diamniadio, Dakar Arbitrage : Lovin, Stancu |
| 18 novembre 2022 17h00 | Diane Nguekwian Yimga 5 | (14–12) | Paola Ebanga Baboga 10 | Palais des sports de Diamniadio, Dakar Arbitrage : Lovin, Stancu |
| 18 novembre 2022 17h00 | ×0 ×1                   | Rapport | ×1 ×5                  | Palais des sports de Diamniadio, Dakar Arbitrage : Lovin, Stancu |

| 18 novembre 2022 19h30 | Angola             | 24–21 (ap)     | Sénégal          | Palais des sports de Diamniadio, Dakar Arbitrage : Belkhiri, Hamidi |
| 18 novembre 2022 19h30 | Liliana Venâncio 6 | (12–10, 20-20) | Soukeïna Sagna 9 | Palais des sports de Diamniadio, Dakar Arbitrage : Belkhiri, Hamidi |
| 18 novembre 2022 19h30 | Prol. : 3-1        |                |                  | Palais des sports de Diamniadio, Dakar Arbitrage : Belkhiri, Hamidi |
| 18 novembre 2022 19h30 | ×1 ×2              | Rapport        | ×1               | Palais des sports de Diamniadio, Dakar Arbitrage : Belkhiri, Hamidi |

### Match pour la troisième place
| 19 novembre 2022 16h30 | Congo              | 20 – 19 | Sénégal         | Palais des sports de Diamniadio, Dakar Arbitrage : D. Odou, N. Olga |
| 19 novembre 2022 16h30 | Fanta Diagouraga 5 | (12-10) | Raïssa Dapina 4 | Palais des sports de Diamniadio, Dakar Arbitrage : D. Odou, N. Olga |
| 19 novembre 2022 16h30 | ×1 ×4              | Rapport | ×1 ×2           | Palais des sports de Diamniadio, Dakar Arbitrage : D. Odou, N. Olga |

### Finale
| 19 novembre 2022 19h00 | Cameroun              | 19 – 29   | Angola              | Palais des sports de Diamniadio, Dakar Arbitrage : H. Elsaied, Y. Elsaied |
| 19 novembre 2022 19h00 | Paola Ebanga Baboga 6 | (10 – 13) | Natália Bernardo 11 | Palais des sports de Diamniadio, Dakar Arbitrage : H. Elsaied, Y. Elsaied |
| 19 novembre 2022 19h00 | ×5 ×1                 | Rapport   | ×3                  | Palais des sports de Diamniadio, Dakar Arbitrage : H. Elsaied, Y. Elsaied |

## Matchs de classement

### Matchs de classement pour la9eplace
L'Algérie, moins bon troisième, est opposé au Maroc, dernier du groupe de 5 équipes. Le vainqueur joue le match pour la 9e place et le perdant celui pour la 11e place
| 16 novembre 2022 9h00 | [A3] Algérie      | 25 – 23   | [B5] Maroc              | Palais des sports de Diamniadio, Dakar Arbitrage : S. Haggui, R. Haggui |
| 16 novembre 2022 9h00 | Kenza Makhloufi 6 | (13 – 15) | El Ouaddaf, Zouiguira 5 | Palais des sports de Diamniadio, Dakar Arbitrage : S. Haggui, R. Haggui |
| 16 novembre 2022 9h00 | ×1 ×4             | Rapport   | ×1                      | Palais des sports de Diamniadio, Dakar Arbitrage : S. Haggui, R. Haggui |

Les équipes classées quatrième (Cap-Vert dans le groupe A, Guinée dans le groupe B et Madagascar dans le groupe C) jouent un mini-championnat à trois. Le premier joue le match pour la 9e place, le deuxième celui pour la 11e place et le troisième termine la compétition à la treizième et dernière place :
| 16 novembre 2022 10h45 | [A4] Cap-Vert     | 20 – 26 | [B4] Guinée       | Palais des sports de Diamniadio, Dakar Arbitrage : Faye, Diop |
| 16 novembre 2022 10h45 | Kelly Rodrigues 7 | (12–14) | Djénéba Tandjan 7 | Palais des sports de Diamniadio, Dakar Arbitrage : Faye, Diop |
| 16 novembre 2022 10h45 | ×5                | Rapport | ×1 ×4             | Palais des sports de Diamniadio, Dakar Arbitrage : Faye, Diop |

| 17 novembre 2022 11h00 | [C4] Madagascar     | 14–44   | [B4] Guinée     | Palais des sports de Diamniadio, Dakar Arbitrage : Odou, Namadjia |
| 17 novembre 2022 11h00 | M. Ratovomahenina 8 | (5–21)  | Macire Camara 8 | Palais des sports de Diamniadio, Dakar Arbitrage : Odou, Namadjia |
| 17 novembre 2022 11h00 | ×1 ×6               | Rapport | ×0              | Palais des sports de Diamniadio, Dakar Arbitrage : Odou, Namadjia |

| 18 novembre 2022 14h00 | [C4] Madagascar | 16–35   | [A4] Cap-Vert      | Palais des sports de Diamniadio, Dakar Arbitrage : S. Haggui, R. Haggui |
| 18 novembre 2022 14h00 | Raoelimalala 6  | (3–15)  | Carvalho, Coelho 7 | Palais des sports de Diamniadio, Dakar Arbitrage : S. Haggui, R. Haggui |
| 18 novembre 2022 14h00 | ×1              | Rapport | ×0                 | Palais des sports de Diamniadio, Dakar Arbitrage : S. Haggui, R. Haggui |

Match pour la 11e place
| 19 novembre 2022 12h00 | Maroc              | 29 – 24 | Cap-Vert        | Palais des sports de Diamniadio, Dakar Arbitrage : Faye, Diop |
| 19 novembre 2022 12h00 | Alicia Zouiguira 7 | (19-10) | Odete Tavares 8 | Palais des sports de Diamniadio, Dakar Arbitrage : Faye, Diop |
| 19 novembre 2022 12h00 | ×1                 | Rapport | ×3              | Palais des sports de Diamniadio, Dakar Arbitrage : Faye, Diop |

Match pour la 9e place
| 19 novembre 2022 14h00 | Algérie         | 26–29   | Guinée            | Palais des sports de Diamniadio, Dakar Arbitrage : Lovin, Stancu |
| 19 novembre 2022 14h00 | Sabrina Zazaï 6 | (14–17) | Djénéba Tandjan 8 | Palais des sports de Diamniadio, Dakar Arbitrage : Lovin, Stancu |
| 19 novembre 2022 14h00 | ×6              | Rapport | ×1 ×4             | Palais des sports de Diamniadio, Dakar Arbitrage : Lovin, Stancu |

### Matchs de classement pour la5eplace
|  | Demi-finales de classement 17 novembre | Demi-finales de classement 17 novembre |                        |    | Match pour la 5e place 18 novembre | Match pour la 5e place 18 novembre |
|  | Demi-finales de classement 17 novembre | Demi-finales de classement 17 novembre |                        |    | Match pour la 5e place 18 novembre | Match pour la 5e place 18 novembre |
|  |                                        |                                        |                        |    |                                    |                                    |
|  |                                        |                                        |                        |    |                                    |                                    |
|  |                                        |                                        |                        |    |                                    |                                    |
|  | Tunisie                                | 24tab                                  |                        |    |                                    |                                    |
|  | Tunisie                                | 24tab                                  |                        |    |                                    |                                    |
|  | Égypte                                 | 22                                     |                        |    |                                    |                                    |
|  | Égypte                                 | 22                                     | Égypte                 | 24 |                                    |                                    |
|  |                                        |                                        | Égypte                 | 24 |                                    |                                    |
|  |                                        | Côte d'Ivoire                          | 27                     |    |                                    |                                    |
|  | Côte d'Ivoire                          | Côte d'Ivoire                          | 27                     | 26 |                                    |                                    |
|  | Côte d'Ivoire                          |                                        |                        | 26 |                                    |                                    |
|  | RD Congo                               | 31                                     |                        |    |                                    |                                    |
|  | RD Congo                               | 31                                     | Match pour la 7e place |    |                                    |                                    |
|  |                                        |                                        |                        |    |                                    |                                    |
|  |                                        |                                        |                        |    |                                    |                                    |
|  |                                        |                                        |                        |    |                                    |                                    |
|  | Tunisie                                | 28                                     |                        |    |                                    |                                    |
|  | Tunisie                                | 28                                     |                        |    |                                    |                                    |
|  | RD Congo                               | 24                                     |                        |    |                                    |                                    |
|  | RD Congo                               | 24                                     |                        |    |                                    |                                    |

Demi-finales de classement
| 17 novembre 2022 13h00 | Tunisie       | 24 – 22 (tab) | Égypte                | Palais des sports de Diamniadio, Dakar Arbitrage : Faye, Diop |
| 17 novembre 2022 13h00 | Mariem Gmar 6 | (11-9, 21-21) | Mariam Omar Ibrahim 8 | Palais des sports de Diamniadio, Dakar Arbitrage : Faye, Diop |
| 17 novembre 2022 13h00 | Tab : 3-1     |               |                       | Palais des sports de Diamniadio, Dakar Arbitrage : Faye, Diop |
| 17 novembre 2022 13h00 | ×1            | Rapport       | ×1 ×2                 | Palais des sports de Diamniadio, Dakar Arbitrage : Faye, Diop |

| 17 novembre 2022 15h00 | Côte d'Ivoire  | 26 – 31 | RD Congo                 | Palais des sports de Diamniadio, Dakar Arbitrage : S. Haggui, R. Haggui |
| 17 novembre 2022 15h00 | Nadège Koffi 7 | (11-15) | Alblavie Mwadi Kabamba 8 | Palais des sports de Diamniadio, Dakar Arbitrage : S. Haggui, R. Haggui |
| 17 novembre 2022 15h00 | ×4             | Rapport | ×2 ×3                    | Palais des sports de Diamniadio, Dakar Arbitrage : S. Haggui, R. Haggui |

Match pour la 7e place
| 18 novembre 2022 16h00 | Égypte                | 24 – 27 | Côte d'Ivoire  | Palais des sports de Diamniadio, Dakar Arbitrage : Chouraki, Hamidi |
| 18 novembre 2022 16h00 | Mariam Omar Ibrahim 7 | (12-17) | Nadège Koffi 7 | Palais des sports de Diamniadio, Dakar Arbitrage : Chouraki, Hamidi |
| 18 novembre 2022 16h00 |                       | Rapport | ×2             | Palais des sports de Diamniadio, Dakar Arbitrage : Chouraki, Hamidi |

Match pour la 5e place
| 18 novembre 2022 18h00 | Tunisie       | 28 – 24 | RD Congo      | Palais des sports de Diamniadio, Dakar Arbitrage : Faye, Diop |
| 18 novembre 2022 18h00 | Fadwa Aouij 9 | (13-10) | Luanbo Pina 6 | Palais des sports de Diamniadio, Dakar Arbitrage : Faye, Diop |
| 18 novembre 2022 18h00 | ×2            | Rapport | ×1            | Palais des sports de Diamniadio, Dakar Arbitrage : Faye, Diop |

## Bilan

### Classement final
| Rang                        | Équipe        |
| --------------------------- | ------------- |
| Médaille d'or, Afrique      | Angola        |
| Médaille d'argent, Afrique  | Cameroun      |
| Médaille de bronze, Afrique | Congo         |
| 4                           | Sénégal       |
| 5                           | Tunisie       |
| 6                           | RD Congo      |
| 7                           | Côte d'Ivoire |
| 8                           | Égypte        |
| 9                           | Guinée        |
| 10                          | Algérie       |
| 11                          | Maroc         |
| 12                          | Cap-Vert      |
| 13                          | Madagascar    |

Les quatre premières équipes sont qualifiées pour le Championnat du monde 2023 et pour le tournoi africain de qualification olympique.

### Statistiques et récompenses
Les statistiques et récompenses sont, :
- Meilleure joueuse : Helena Paulo,  Angola
- Meilleure gardienne de but : Noëlle Mben,   Cameroun
- Meilleure ailière gauche : Natália Bernardo,  Angola
- Meilleure ailière droite : Juliana Machado,  Angola
- Meilleure arrière gauche : Karichma Ekoh,  Cameroun
- Meilleure arrière droite : Paola Ebanga Baboga,  Cameroun
- Meilleure demi-centre : Soukeïna Sagna,  Sénégal
- Meilleure pivot : Liliana Venâncio,  Angola

Le titre de la meilleure marqueuse est allé à l'Egyptienne Mariam Omar Ibrahim avec 45 buts marqués.

## Effectifs des équipes sur le podium

### Championne d'Afrique:Angola
L'effectif de l'équipe d'Angola, championne d'Afrique, est composé de :
- Marta Alberto (GB)
- Marcela Tati
- Marília Quizelete
- Juliana Machado
- Dolores Rosário
- Helena Paulo
- Natália Bernardo
- Liliane Mário
- Helena de Sousa (GB)
- Natália Kamalandua
- Estefania Venâncio
- Teresa Almeida (GB)
- Wuta Dombaxe
- Stelvia de Jesus Pascoal
- Magda Cazanga
- Liliana Venâncio
- Isabel Guialo
- Suzete Matias

Entraîneur :
  Filipe Cruz.

### Vice-championne d'Afrique:Cameroun
L'effectif de l'équipe du Cameroun, vice-championne d'Afrique, est composé de :
- Noëlle Mben (GB)
- Sonya Marlaine Nnomo
- Yvette Yuoh
- Claudia Eyenga Ndjong
- Yolande Touba
- Berthe Abiabakon
- Anne Essam
- Linda Awu (GB)
- Apolline Michèle Ekobena
- Paola Ebanga Baboga
- Petronie Ateba Engabi
- Karichma Ekoh
- Anne Mbouchou
- Sifan Kongnyuy
- Pasma Nchouapouognigni
- Michaella Magba.

Entraîneur :
  Serge Christian Guebogo.

### Médaillée de bronze:Congo
L'effectif de l'équipe de la République du Congo, médaillée de bronze, est composé de, :
- Ruth Kodia (en) (GB, Étoile du Congo, Congo)
- Mondele Ndzi (?, ?)
- Kimberley Rutil (ARD, Stella St-Maur, France)
- Klenn Divoko (en) (ALG, HBC St-Chamond, France)
- Diane Nguekwian Yimga (ARG, Blanzat Sport Montluçon, France)
- Hermida Makouala Mongo (ALD, DGSP, Congo)
- Malvina Apendi (GB, Étoile du Congo, Congo)
- Grace Zoubabela (P, DGSP, Congo)
- Grace Vihat Awola (P, DGSP, Congo)
- Avelle Ntondele (en) (DC, Étoile du Congo, Congo)
- Patience Okabande (en), (DC, Blanzat Sport Montluçon, France)
- Betchaïdelle Ngombele (ARG, RK Krim, Slovénie)
- Joséphine Nkou (ALG, Paris 92, France)
- Fanta Diagouraga (DC, Celles/Belle, France)
- Sharon Dorson (en) (P, Noisy-le-Grand, France)
- Rita Saraïva (en) (P, US Cagnes/Mer, France)
- Kassandra Jappont (en) (ARD, HBC Thuir, France)

Entraîneur :
- Younès Tatby.

Remarque : la fédération congolaise a fait une demande pour la naturalisation de la gardienne de but Jacqueline Oliveira Santana (Stella St-Maur) qui n'a pas été homologuée par la Fédération brésilienne.